# Hermann Betschart
Hermann Betschart, född 19 december 1910, död 1950, var en schweizisk roddare.
Betschart blev olympisk silvermedaljör i fyra med styrman vid sommarspelen 1936 i Berlin.